# L'Homme aux gants de toile
L'Homme aux gants de toile est un roman de Jean de La Varende publié en 1943 aux éditions Grasset. Il a été ébauché dans les années 1911-1913, après une visite de l'auteur dans le Cotentin au Manoir à Mobecq, chez son ami Pierre de Graveron (1881-1917), mort au Chemin des Dames. La Varende évoqua la figure de son héros dans Les châteaux de Normandie (Basse Normandie), dans un passage sur l'abbaye de Blanchelande (1937). Il reprend son ébauche en 1941-1942, au Chamblac.

## Synopsis
Au XIXe siècle, un membre d'une famille ducale, duc et pair proscrit, commit un crime. Il voulut s'en repentir en s'imposant une dure pénitence pour gagner sa rédemption. Vivant la vie des bûcherons et des hommes rudes du Cotentin, dans les landes des environs de La Haye-du-Puits et aux abords du marais de la Sensurière (Sangsurière).
« Monsieur Louis » arrive comme un homme mystérieux dans ce Cotentin, ses mains gantées de grosse toile. Il aide les pêcheurs à porter leurs faix les plus lourds. D'aucuns le soupçonnent d'être un lépreux, à cause des gants qu'il ne quitte jamais. Certains s'écartent de lui. Beaucoup ont peur. Il laisse entendre qu'il ne veut plus voir ses mains, à cause de graves blessures.
Vivant dans une cabane dans les landes, à proximité de l'abbaye de Blanchelande où vit la pieuse madame de Tallard (sa fille), l'homme aux gants de toile surmonte peu à peu ses tourments, cherchant à vaincre son obsession ancienne et trouvant pour finir l'apaisement en Dieu et dans un frais amour.

## Légende du duc de Praslin
La Varende s'est inspiré de la légende selon laquelle le duc Charles de Choiseul-Praslin (1805-1847) ne serait pas mort en prison, mais se serait échappé. Considéré comme l'assassin de sa femme, le duc échappe au jugement et à la condamnation par ses pairs grâce à un poison. Selon une légende du Cotentin, madame de Robersart, fille du duc, aurait protégé son père près de Blanchelande, à Neufmesnil. Il s'appuie sur le souvenir populaire des gens qu'il a consultés lors de sa visite à Mobecq en 1911, dont un ancien curé de Neufmesnil, successeur de celui qui aurait administré les derniers sacrement à « Monsieur Charles ». Selon ce dernier, il n'y avait aucun portrait de son père à Blanchelande, mais tous étaient à Paris. Madame de Robersart, morte en 1897, vivant avec des religieuses qu'elle installa dans son abbaye de Blanchelande en 1880, ne fit célébrer des messes pour son père que vingt ans après la mort de celui-ci. S'appuyant sur ces éléments, mais sans chercher à convaincre le lecteur, La Varende décrit le drame d'un homme presque sauvage, mais de grande classe, vivant dans des paysages tourmentés entre les landes et les marais de Saint-Sauveur-le-Vicomte.

## Ajout de deux «Diaboliques»
Jean de La Varende, admirateur de Barbey d'Aurevilly inséra dans son roman deux nouvelles qu'il intitula : la VIIe « Diabolique » ; ...et la VIIIe. Dans un salon de l'abbaye de Blanchelande (Cotentin), demeure de Madame de Tallard, fille du héros, La Varende place une rencontre entre le duc de Loigny (Gustave, dernier duc de Coigny, 1788-1865) et un jeune dandy que le lecteur devine être Barbey d'Aurevilly lui-même. Le duc lui conte deux histoires dans le goût des « Diaboliques » qu'il place un demi-siècle auparavant, au temps de la Guerre d'indépendance espagnole (1808-1814). L'écriture de La Varende  se révèle ici d'une saveur qui rend hommage au « Connétable des lettres ».

## Éditions
- L'Homme aux gants de toile, Paris, éditions Grasset, 1943 édition illustrée (frontispice) d'un bois gravé de Soulas, traduisant parfaitement l'atmosphère sombre et mystérieuse qui caractérise ce récit.
- L'Homme aux gants de toile, Paris, éditions Grasset, 1970.
- L'Homme aux gants de toile, Paris, Livre de poche, 1970, 447 p.
- L'Homme aux gants de toile, Étrepilly, Bartillat, 1993.